# Couture (Charente)
Couture ist ein Ort und eine Gemeinde mit 173 Einwohnern (Stand 1. Januar 2022) im westfranzösischen Département Charente in der Region Nouvelle-Aquitaine. Zur Gemeinde gehören mehrere Weiler (hameaux) und Einzelgehöfte.

## Lage
Der Ort Couture liegt in einer Höhe von etwa 100 m ü. d. M. im Norden des Départements Charente in der alten Kulturlandschaft des südlichen Poitou bzw. des nördlichen Angoumois, einem Teil der Landschaft der Charente. Der Ort befindet sich etwa 44 km (Fahrtstrecke) nordöstlich der Stadt Angoulême; bis nach Poitiers sind es rund 83 km in nördlicher Richtung. Die Kleinstadt Ruffec ist nur etwa 14 km entfernt.

## Bevölkerungsentwicklung
| Jahr      | 1800 | 1851 | 1901 | 1954 | 1999 | 2013 |
| Einwohner | 620  | 734  | 441  | 275  | 158  | 162  |

Der kontinuierliche Rückgang der Bevölkerungszahlen seit dem ausgehenden 19. Jahrhundert ist im Wesentlichen auf den Verlust an Arbeitsplätzen infolge der Reblauskrise im Weinbau und der zunehmenden Mechanisierung der Landwirtschaft zurückzuführen.

## Wirtschaft
Der Ort und seine Umgebung waren jahrhundertelang landwirtschaftlich geprägt; die meisten Menschen lebten als Selbstversorger. Im ausgehenden Mittelalter und in der frühen Neuzeit wurde der Weinbau vorangetrieben, der jedoch – nach der Reblauskrise im ausgehenden 19. und beginnenden 20. Jahrhundert – nahezu eingestellt wurde und bis heute, trotz seiner Lage in den Bon Bois der Weinbauregion Cognac, seine ehemalige Bedeutung nicht wiedererlangt hat. Seit den 1960er Jahren spielt der Tourismus in Form der Vermietung von Ferienwohnungen (gîtes) eine nicht unbedeutende Rolle im Wirtschaftsleben der Gemeinde.

## Geschichte
Keltische, römische, gallorömische oder frühmittelalterliche Funde wurden bislang nicht gemacht. Das ehemals zur historischen Provinz des Poitou gehörende Gebiet wurde im 11. oder 12. Jahrhundert von den Grafen von Angoulême annektiert. Die im 11. Jahrhundert entstandene Kirche gehörte zu einem Priorat der Abtei von Nanteuil. Über Zerstörungen in der Zeit des Hundertjährigen Krieges (1337–1453) oder der Hugenottenkriege (1562–1598) ist nichts bekannt.

## Sehenswürdigkeiten
Die ehemalige Prioratskirche und heutige Pfarrkirche Saint-Hilaire ist ein schlichter, aus Bruchsteinen gemauerter einschiffiger Bau des ausgehenden 11. Jahrhunderts; aus dem 12. Jahrhundert stammen hingegen das Portal sowie die erhöhte und flachschließende Apsis mitsamt ihrem wehrhaft wirkenden Turmaufbau. Der innere Bogen des Portals zeigt einen für die Zeit ungewöhnlichen Segmentbogen. Das Kirchenschiff ist ungegliedert und verputzt und wird von einer gewölbten, ebenfalls ungegliederten, Holzdecke überspannt, die wahrscheinlich einen offenen Dachstuhl ersetzt hat. Lediglich in der Apsis wurde der Putz entfernt und die ziemlich exakt behauenen Steine treten zutage. Auf der Nordseite wurde eine Kapelle angebaut, die durch ein spätgotisches Fenster erhellt wird. Die Kirche seit dem Jahr 1925 als Monument historique anerkannt.